# Sceau de l'État de Washington
Le Sceau de l'État de Washington est le sceau officiel de l'État de Washington aux États-Unis. 
Le sceau représente un portrait de George Washington peint par Gilbert Stuart entouré par une bordure circulaire jaune où est notifié « The Seal of the State of Washington », ce qui signifie en français « Le sceau de l’État de Washington » et « 1889 », année d'admission de l'État de Washington au sein des États-Unis. 
Le sceau a été conçu par Charles Talcott, basé sur une peinture de Gilbert Stuart. À l'origine le sceau devait montrer le Mont Rainier, mais Talcott a proposé un projet montrant George Washington à la place.